# Liljeholmen (tunnelbanestation)
För andra betydelser, se Liljeholmen (olika betydelser).
Liljeholmen är en tunnelbanestation längs Stockholms tunnelbana som trafikeras av Röda linjen och ligger mellan stationerna Hornstull och Aspudden (linje 13) respektive Midsommarkransen (linje 14).

## Beskrivning
Stationen är den sjunde största på T-banenätet med cirka 29 600 passagerare under ett dygn. Den ligger 3,4 kilometer från Slussen och öppnades den 5 april 1964 i samband med att första etappen av T-bana 2 (som sedan blev Röda linjen) invigdes. Då var stationen en utomhusstation med två plattformar och endast en biljetthall i södra änden, där det fanns en mindre bussterminal. I början på 2000-talet byggdes stationen om fullständigt: den däckades över och blev en inomhusstation, och ovanpå byggdes ett nytt torg samt nya hus med bostäder och butiker. SL-trafikens första underjordiska så kallade dockningsterminal för bussar har anlagts i anslutning till en ny plattform på den ombyggda stationen. Vid den nya norra biljetthallen finns sedan år 2000 en hållplats för spårvägen Tvärbanan. Från stationen finns en inglasad gångväg till hissbanan  upp till Nybohovsberget. Kommer du från centrala Stockholm finns utgången till Liljeholmens galleria längst fram i tågets färdriktning, utgång till spårvägen längst bak.
Vid Liljeholmen finns även trafikledningen för Röda linjen.
Den konstnärliga utsmyckningen består av betongreliefer av Carl-Axel Lunding och ljuslekar med både naturligt och konstgjort ljus med hjälp av prismor, glasmosaik, ljusdioder och ljussatta pelare.

## Bilder

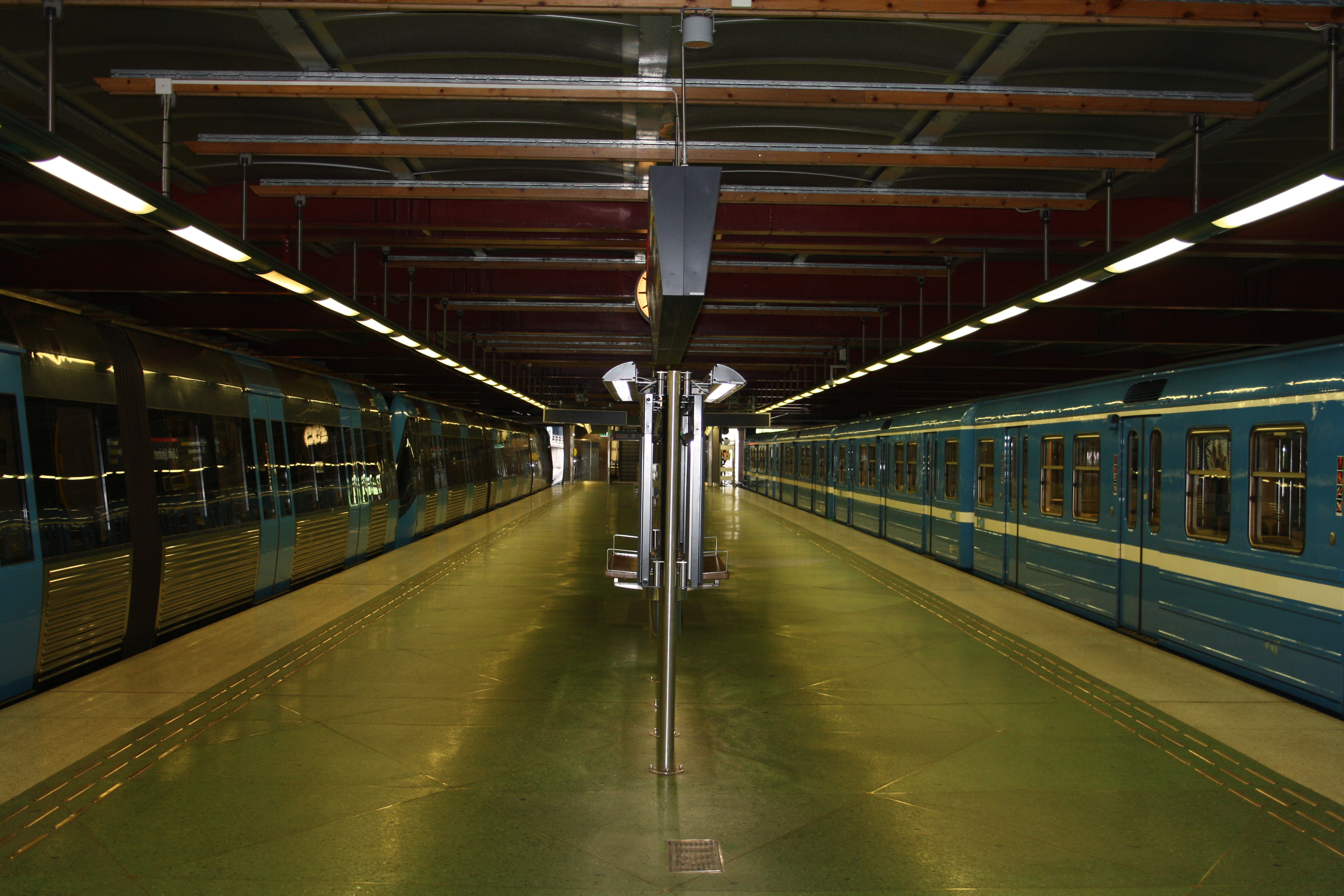
Mellersta perrongen med C20 och äldre Cx-vagn på sidorna
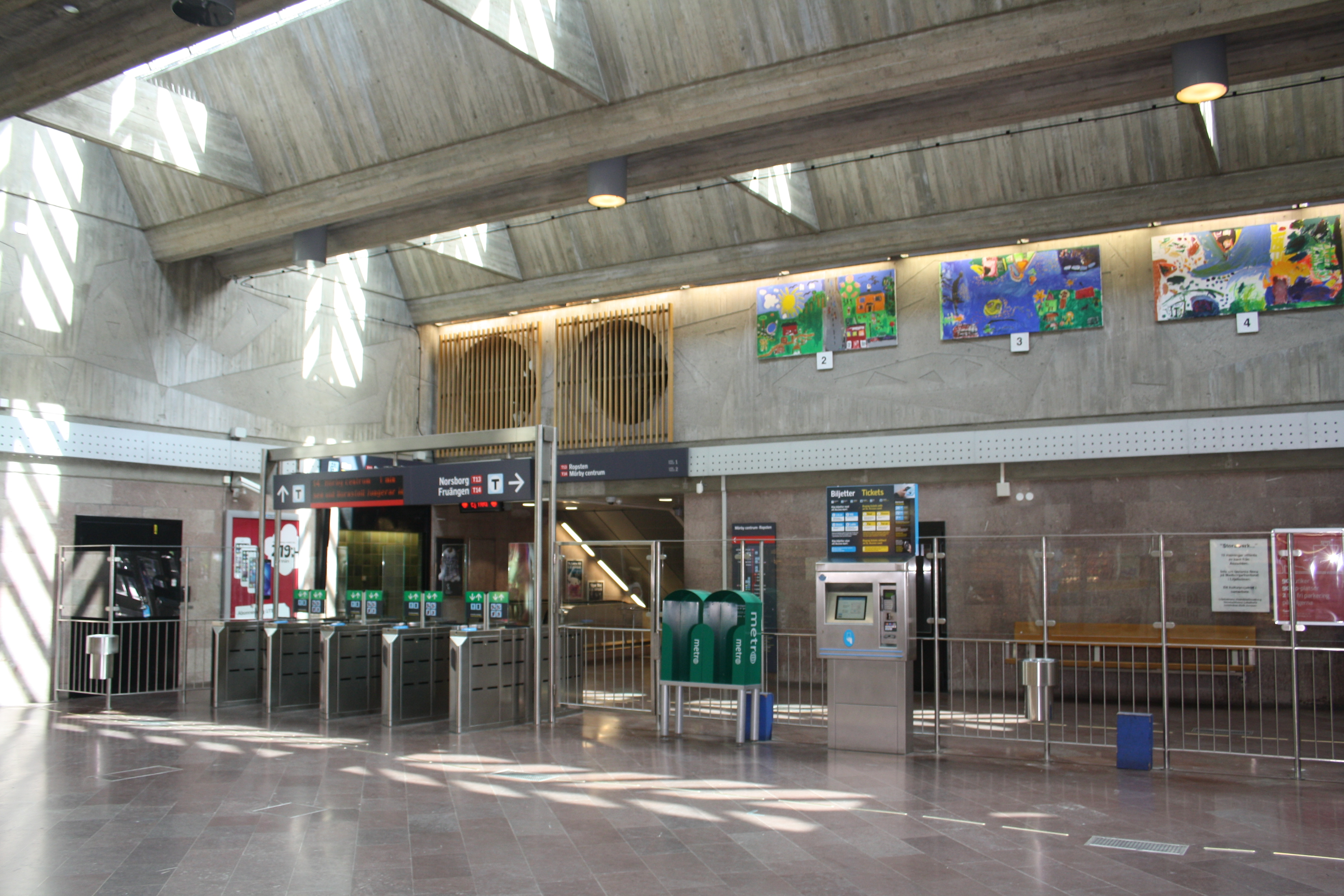
Spärren från Liljeholmstorget
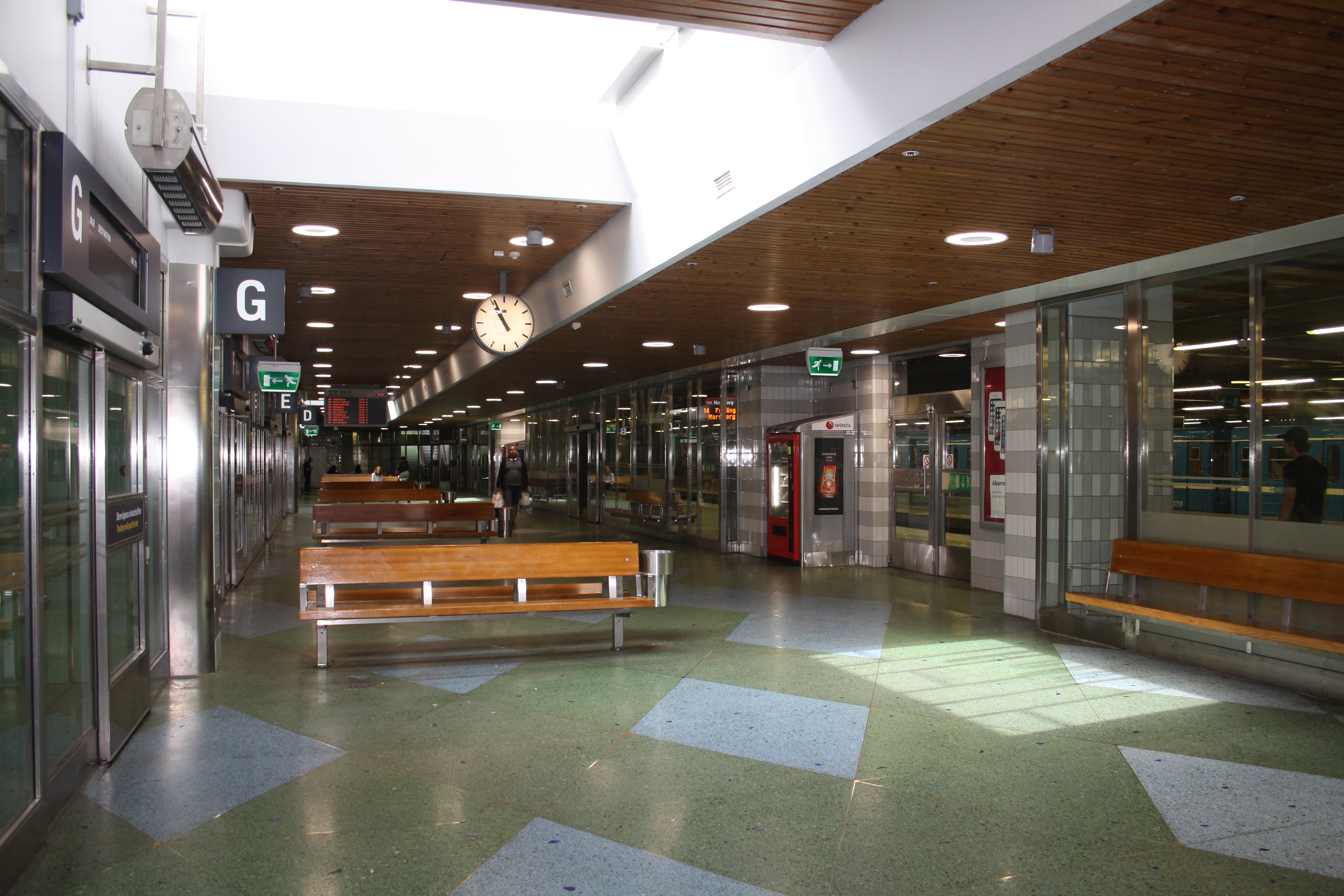
Bussterminalen vid Tunnelbanan
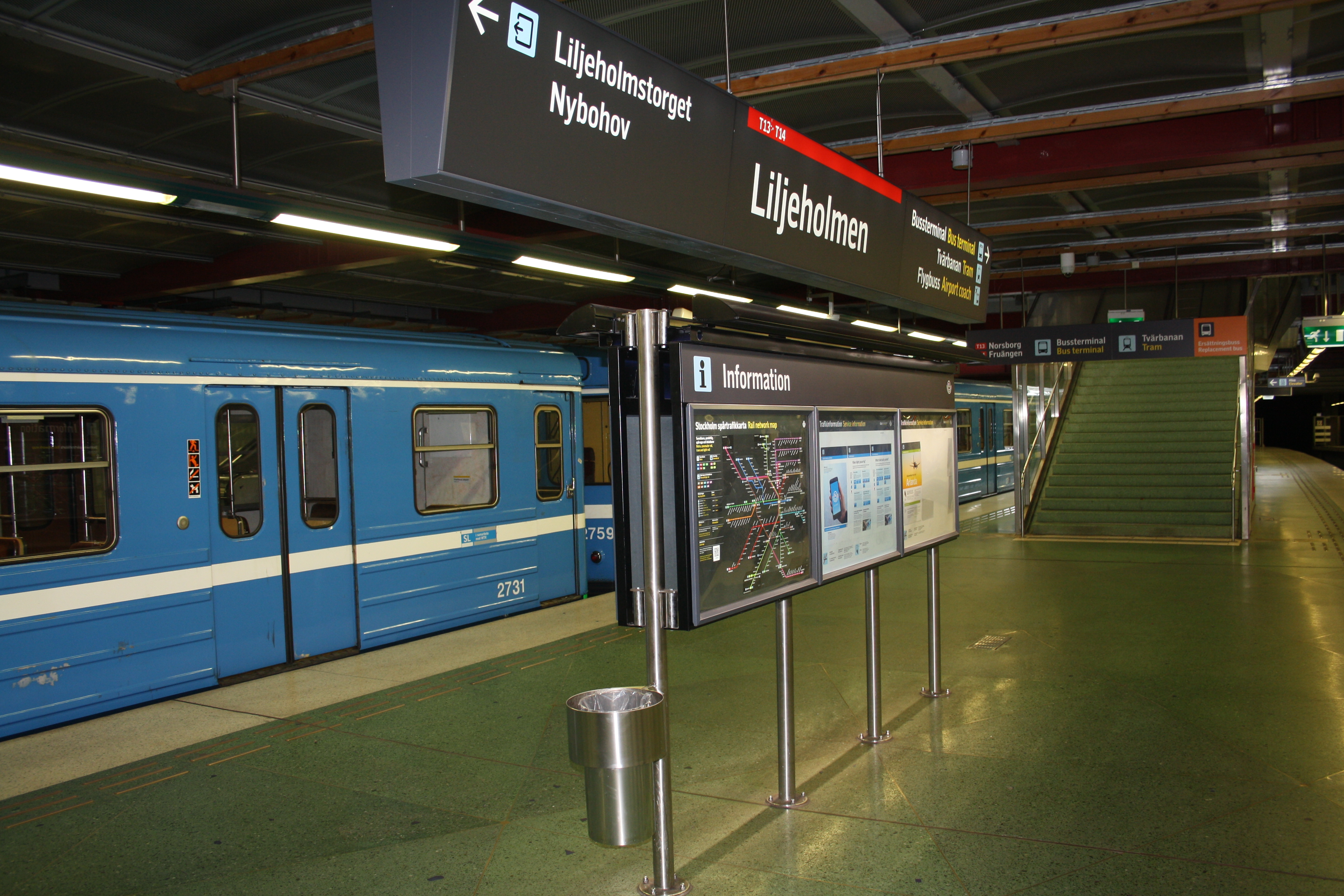
Perrongen i Liljeholmen
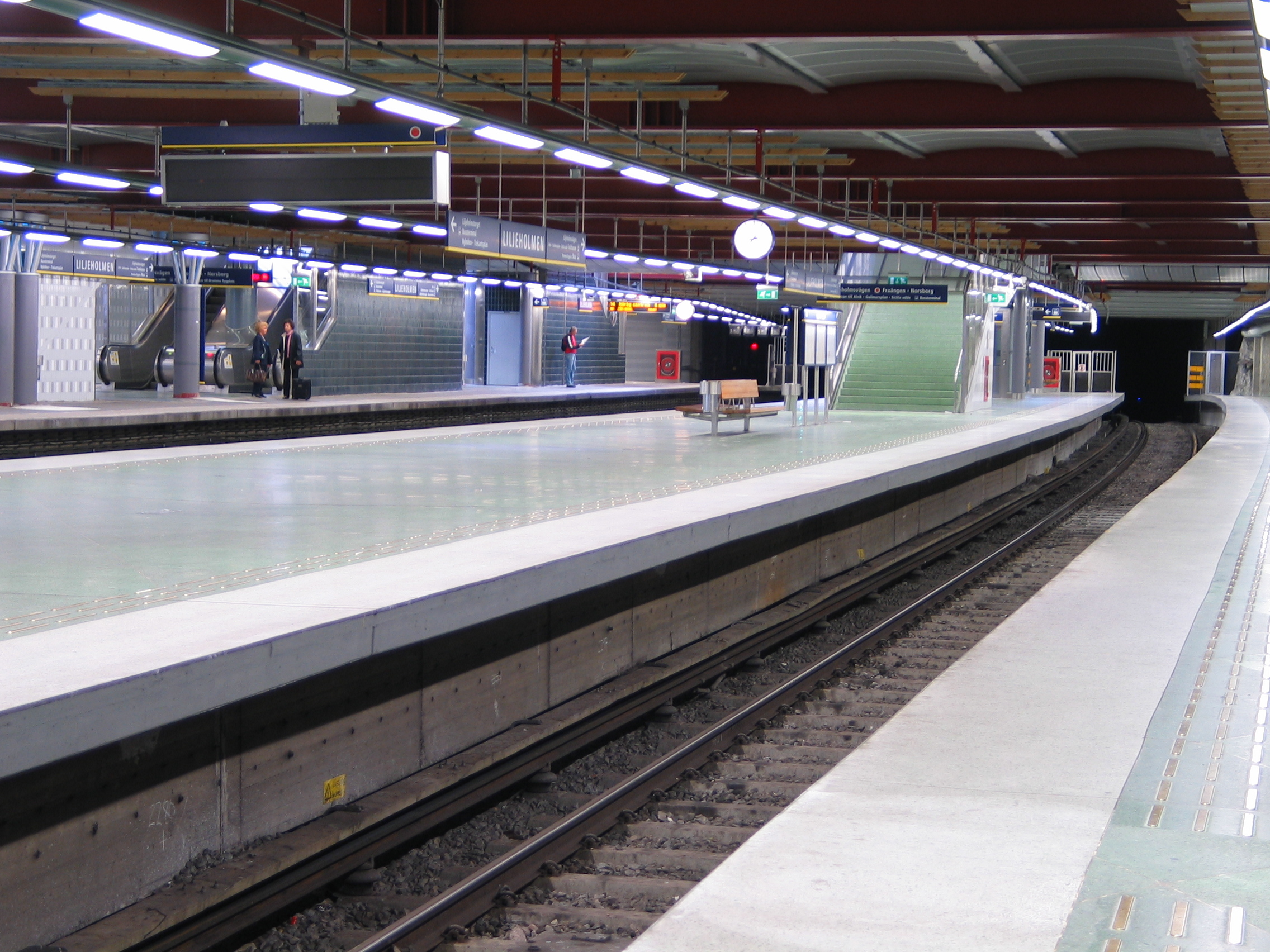
Liljeholmens station, september 2005.
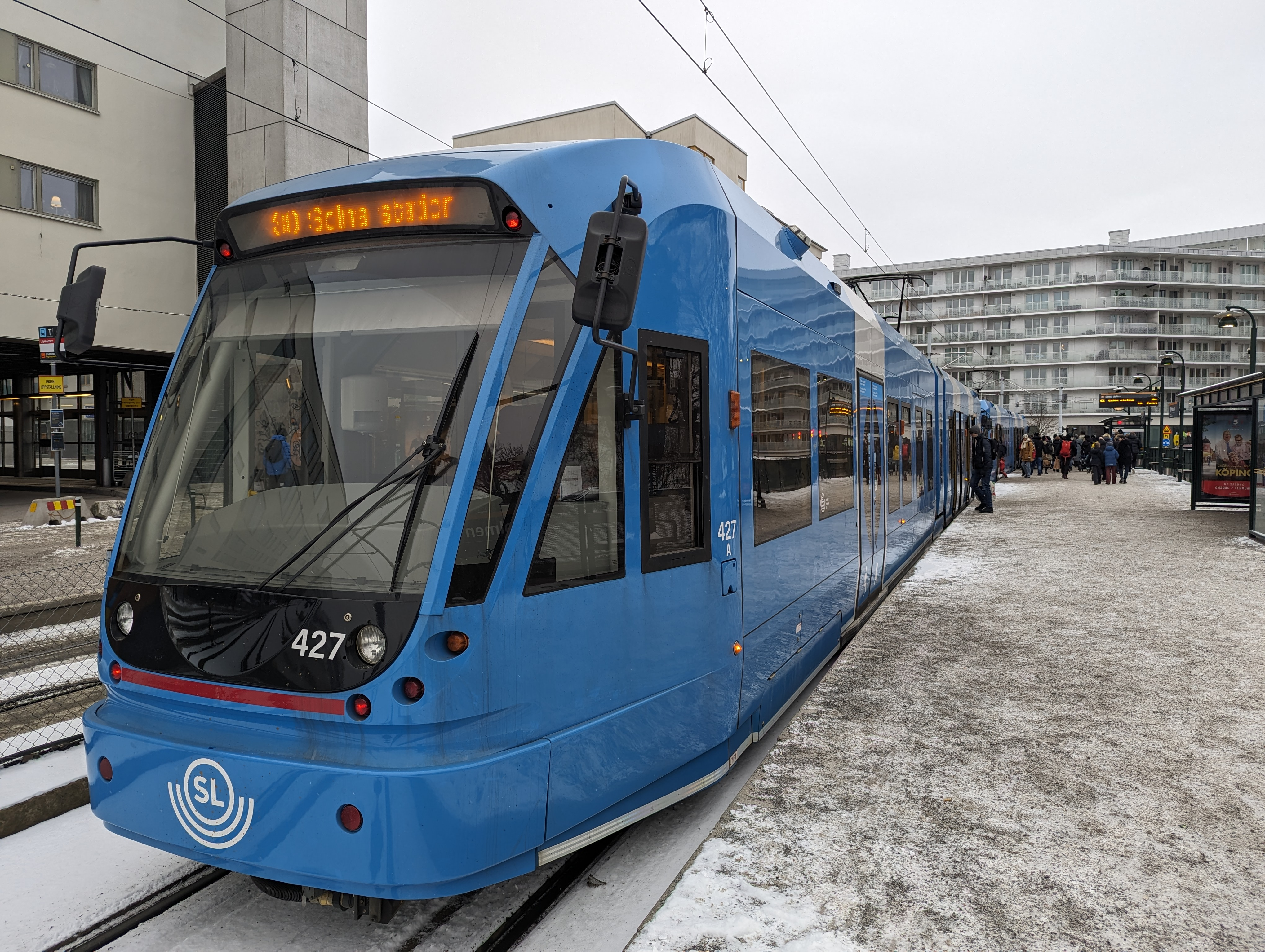
Spårvagn vid Liljeholmen